# Гротув (Жарський повіт)
Гротув (пол. Grotów, нім. Gräfenhain) — село в Польщі, у гміні Ліпінки-Лужицькі Жарського повіту Любуського воєводства.
Населення — 384 особи (2011).
У 1975-1998 роках село належало до Зеленогурського воєводства.

## Демографія
Демографічна структура станом на 31 березня 2011 року:
|          | Загалом | Допрацездатний вік | Працездатний вік | Постпрацездатний вік |
| -------- | ------- | ------------------ | ---------------- | -------------------- |
| Чоловіки | 183     | 41                 | 131              | 11                   |
| Жінки    | 201     | 46                 | 112              | 43                   |
| Разом    | 384     | 87                 | 243              | 54                   |